# Cressy, Seine-Maritime
Cressy là một xã thuộc tỉnh Seine-Maritime trong vùng Normandie miền bắc nước Pháp.

### Huy hiệu
| Arms of Cressy | The arms of Cressy are blazoned: Argent, a bendlet vert, overal a lion queue forché sable, armed and langued gules, on a chief wavy gules, a latin cross and a leopard Or. |

## Dân số
| Năm | 1962 | 1968 | 1975 | 1982 | 1990 | 1999 | 2006 |
| --- | ---- | ---- | ---- | ---- | ---- | ---- | ---- |
| Dân số | 213  | 241  | 205  | 183  | 211  | 222  | 225  |
| From the year 1962 on: No double counting—residents of multiple communes (e.g. students and military personnel) are counted only once. |      |      |      |      |      |      |      |